# Île Saint-Nicolas (Glénan)
Pour les articles homonymes, voir Île Saint-Nicolas.
L'île Saint-Nicolas (ou Saint-Nicolas des Glénan) est l'île principale de l'archipel des Glénan au sud de Fouesnant dans le Finistère.
En 1717, le commandant Robelin écrit : « Sur l'Île Saint-Nicolas, il y avait autrefois un ermite dont il reste encore une petite maison couverte de paille avec un four, un jardin clos d'un bon mur, et un puits d'eau douce qui est très bonne. Depuis la paix, plusieurs particuliers de Concarneau y ont fait bâtir une grande presse pour préparer les sardines ».
Elle est accessible en vedette, pendant l'été, depuis Concarneau, Fouesnant, La Forêt Fouesnant, Bénodet ou Loctudy, et concentre l'activité touristique de l'archipel. On y trouve un important vivier construit en 1872 par le baron Fortuné Halna du Fretay, deux restaurants (Les Viviers et Le Sac de nœuds (anciennement La Boucane)) et quatre maisons construites dans les années 1960, utilisées comme résidences d'été (13 appartements au total répartis entre 12 propriétaires). L'électricité est produite par une unique éolienne. Les derniers habitants permanents ont quitté l'île au début des années 1960.

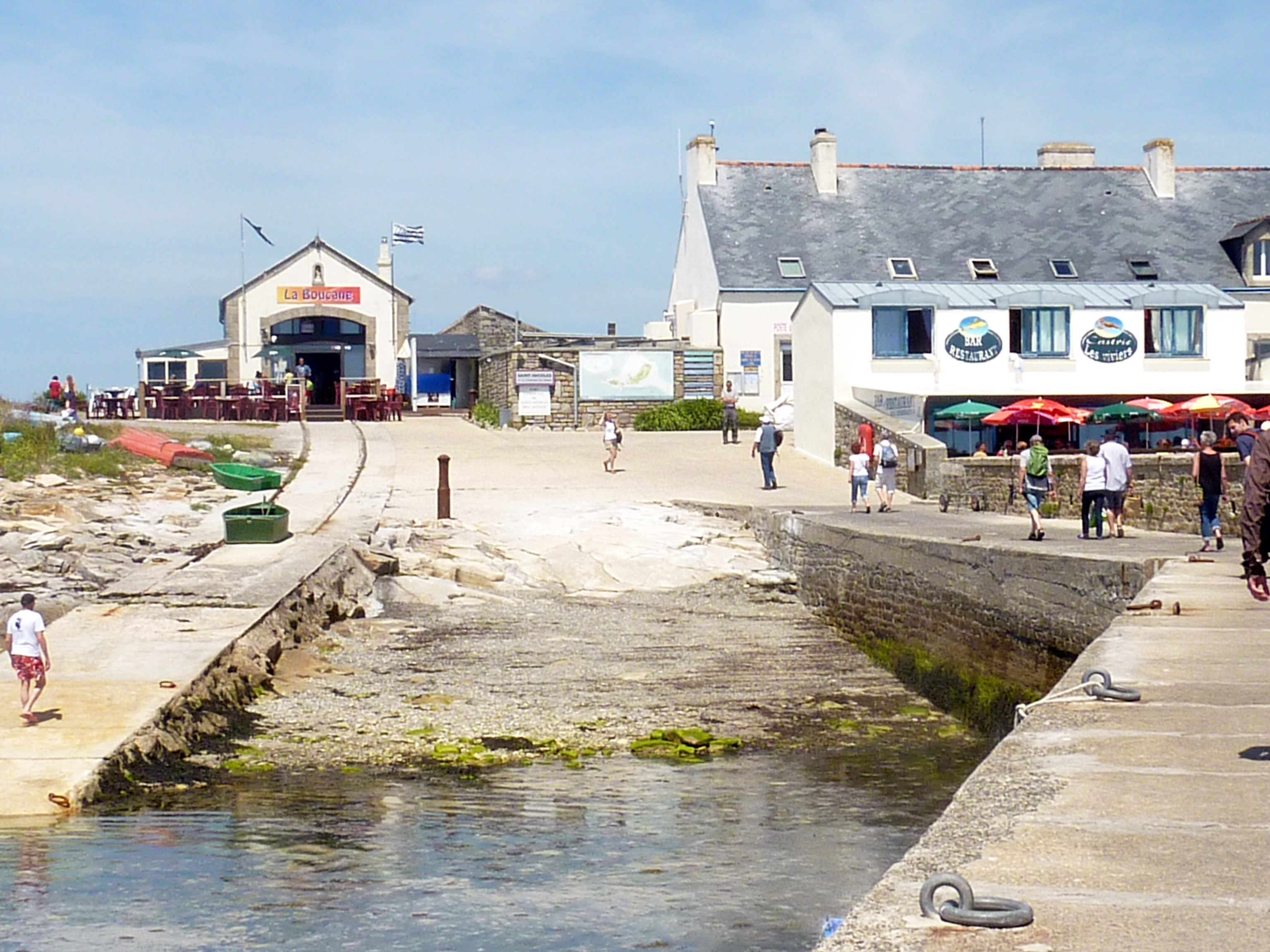
Le port de l'île Saint-Nicolas.
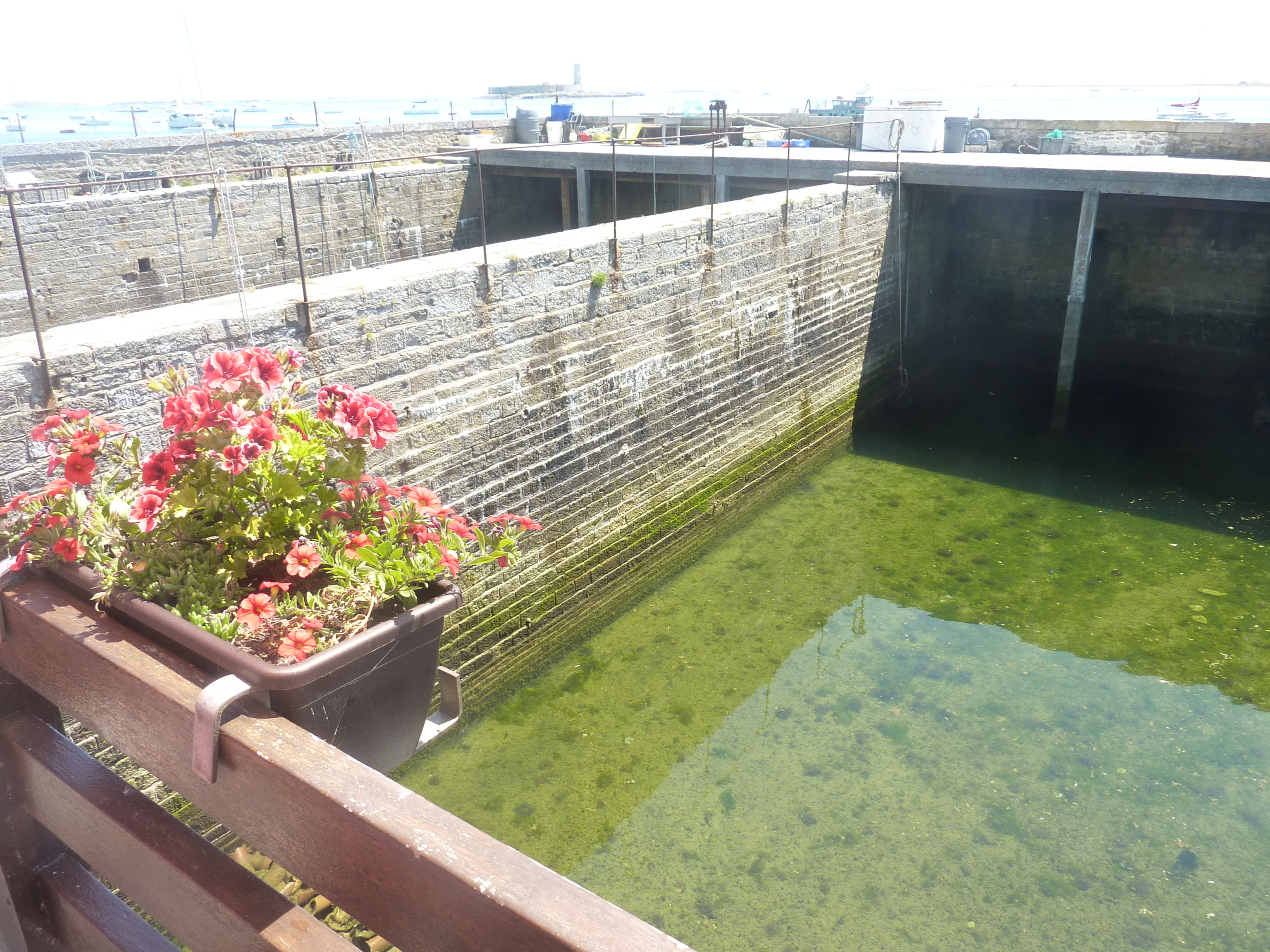
Les anciens viviers de l'île Saint-Nicolas.
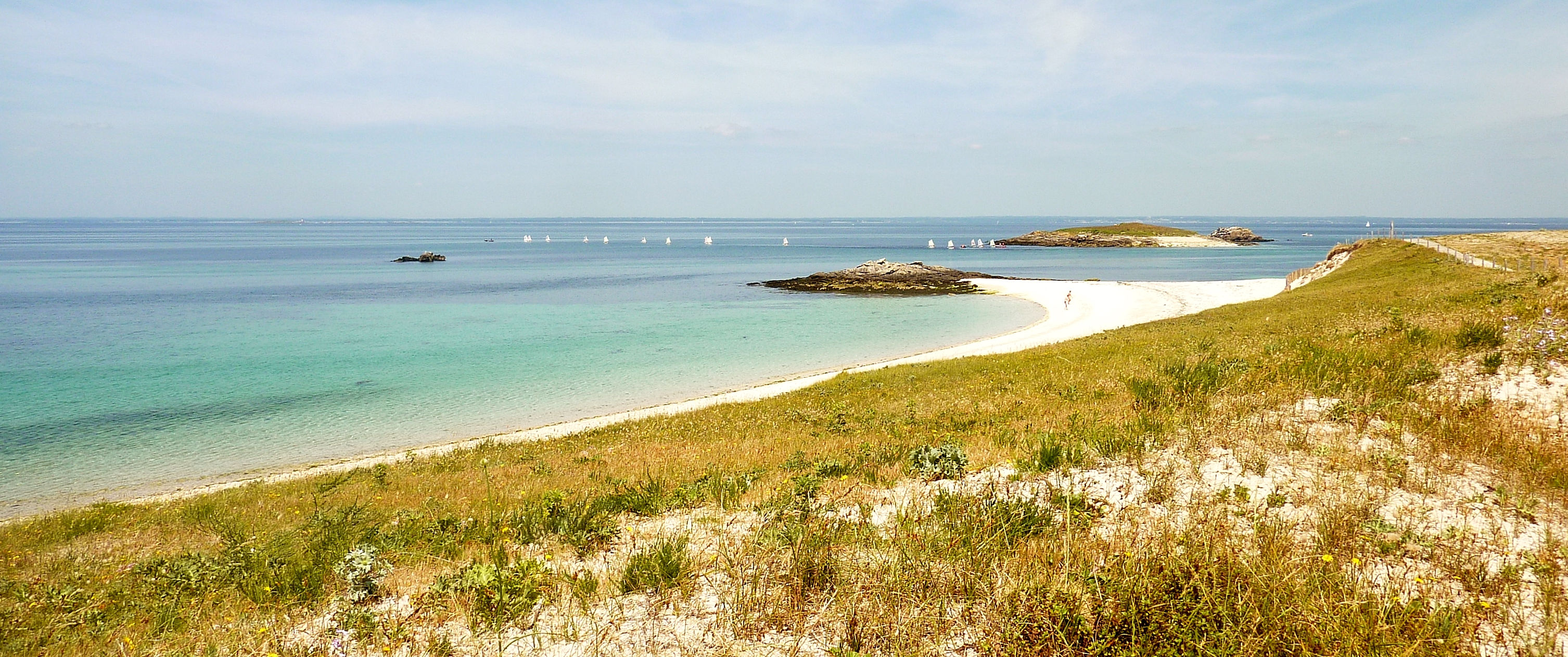
La côte nord de l'île Saint-Nicolas et, à l'arrière-plan, l'île de Brunec.
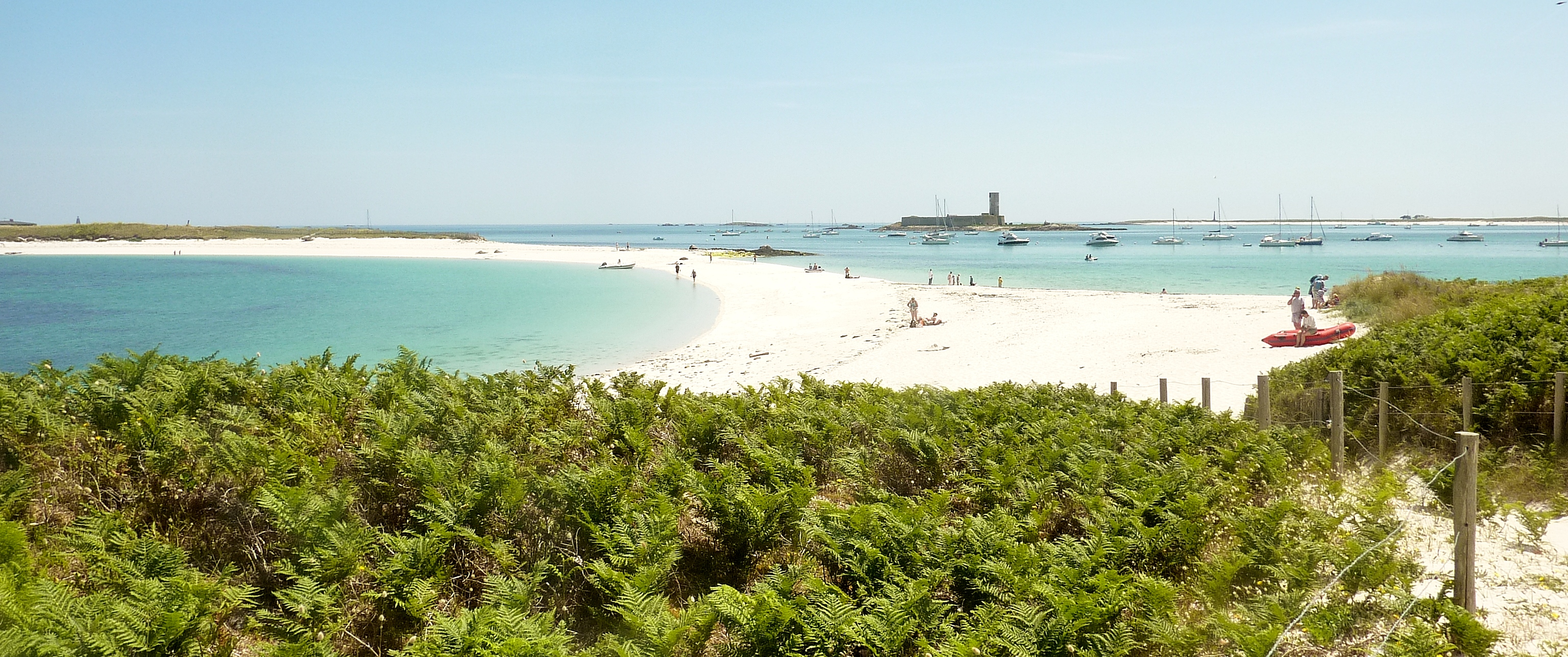
L'extrémité est de l'île Saint-Nicolas et le cordon littoral découvrant à marée basse la reliant à l'île de Bananec ; à l'arrière-plan l'île Cigogne.
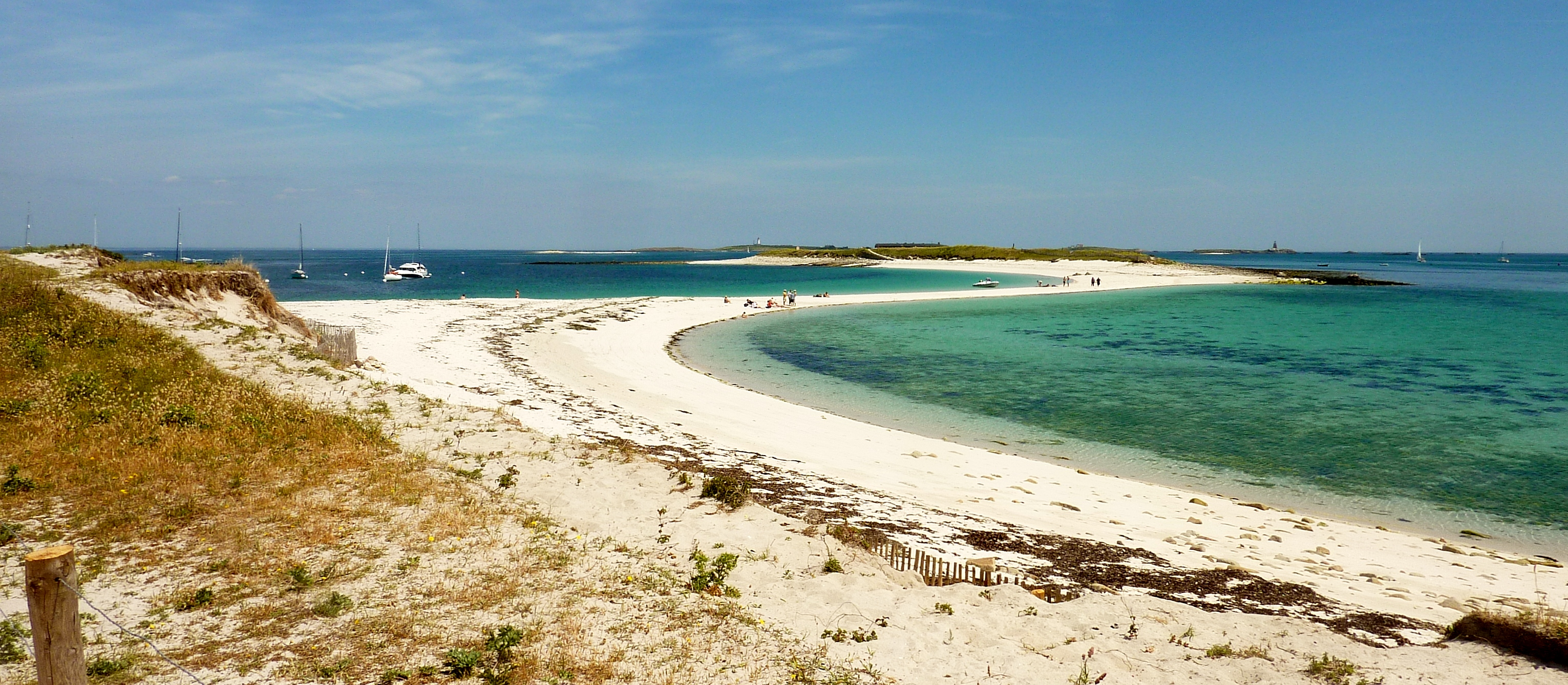
L'île de Bananec et le cordon littoral découvrant à marée basse à l'est de l'île Saint-Nicolas d'où est prise la photographie.
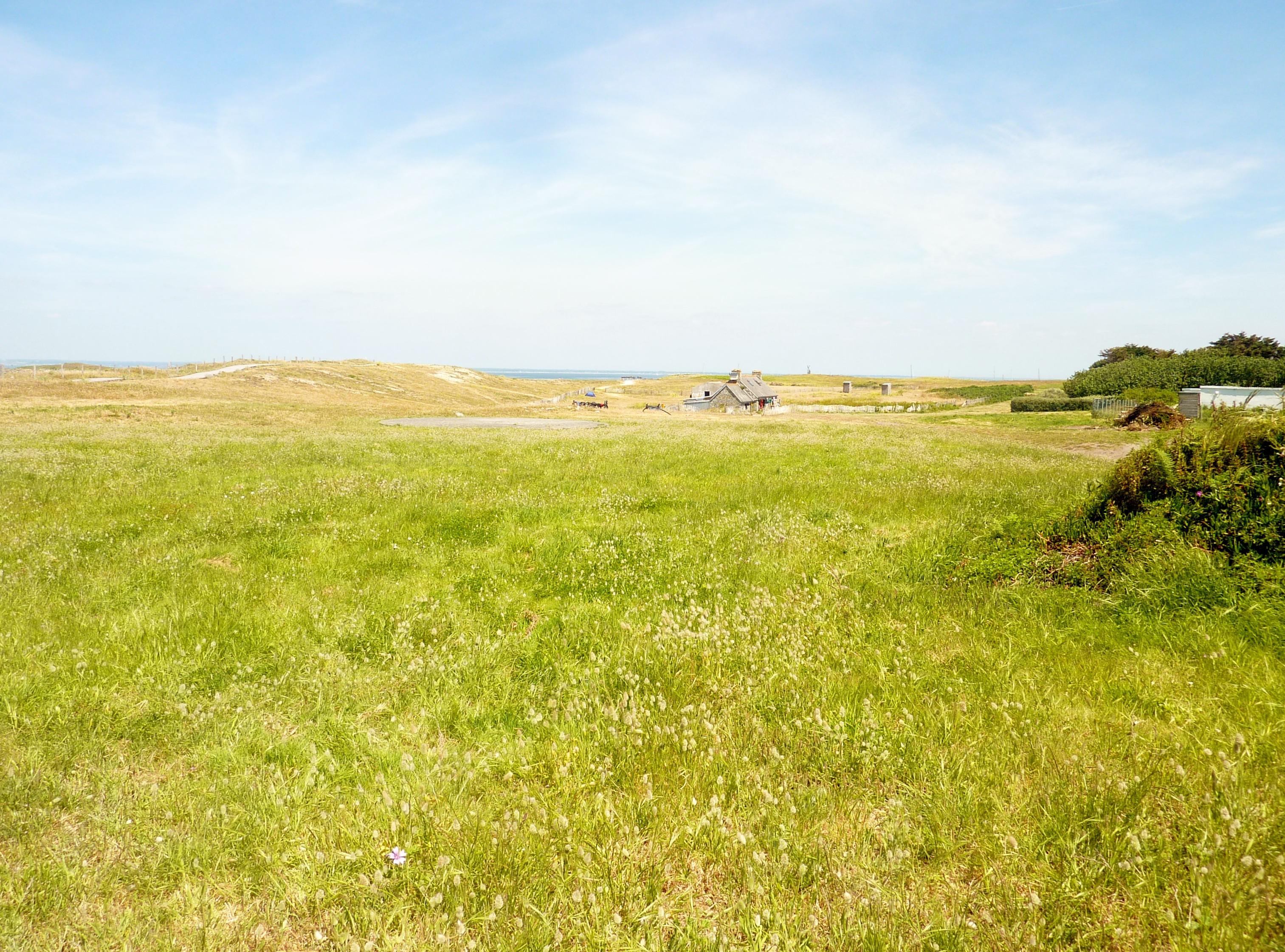
Paysage de l'intérieur de l'île Saint-Nicolas.
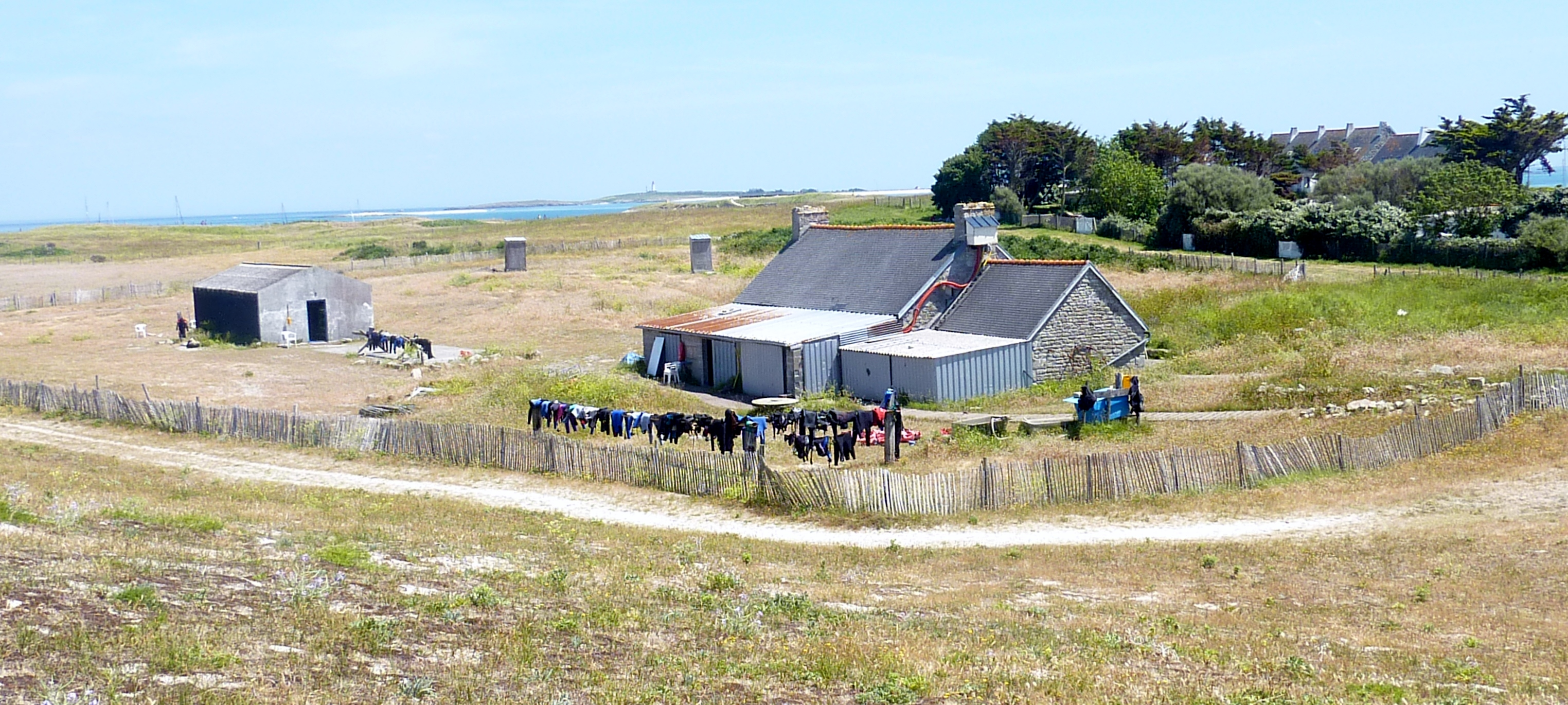
Ancienne ferme transformée en centre d'hébergement pour le Centre international de plongée des Glénan sur l'île Saint-Nicolas.
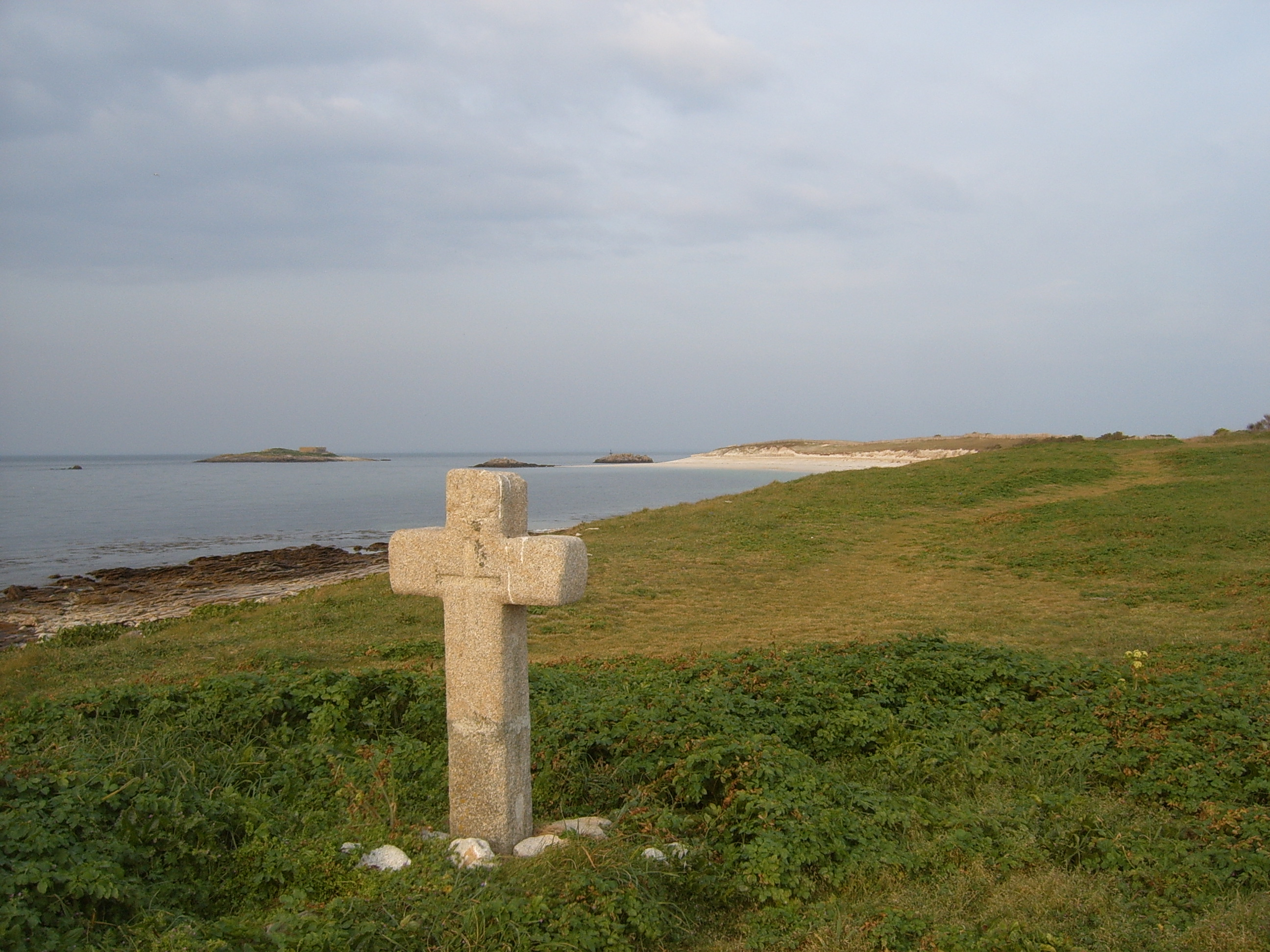
Archipel des Glénan : une croix sur l'île Saint-Nicolas.

Le Centre international de plongée des Glénan y est installé depuis 1959, d'abord dans l'ancienne ferme et actuellement dans un bâtiment appartenant au Conseil départemental du Finistère.
Une partie de l'île est classée depuis 1974 en réserve naturelle nationale, l'une des plus petites de France (1,5 ha), pour protéger le narcisse des Glénan, plante endémique de l'archipel.
La dune du nord de l'île souffre lors des tempêtes hivernales : elle a à nouveau reculé de plusieurs mètres pendant l'hiver 2019-2020, obligeant au retrait du platelage à cet endroit. Il est désormais impossible de longer la dune nord en haut de plage. Des ganivelles dissuaderont le public d'y accéder.

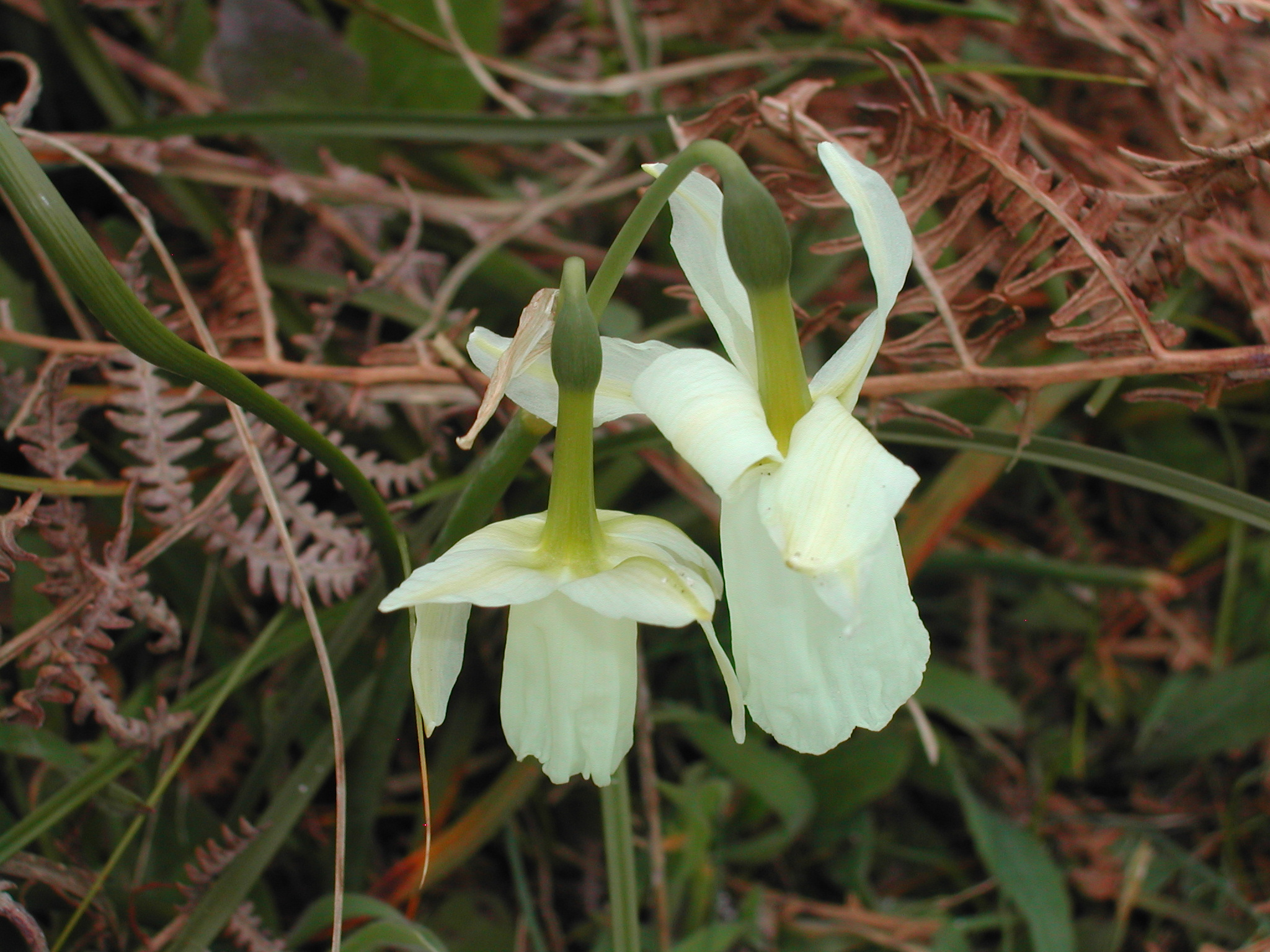
Narcisses des Glénan sur l'île Saint-Nicolas.
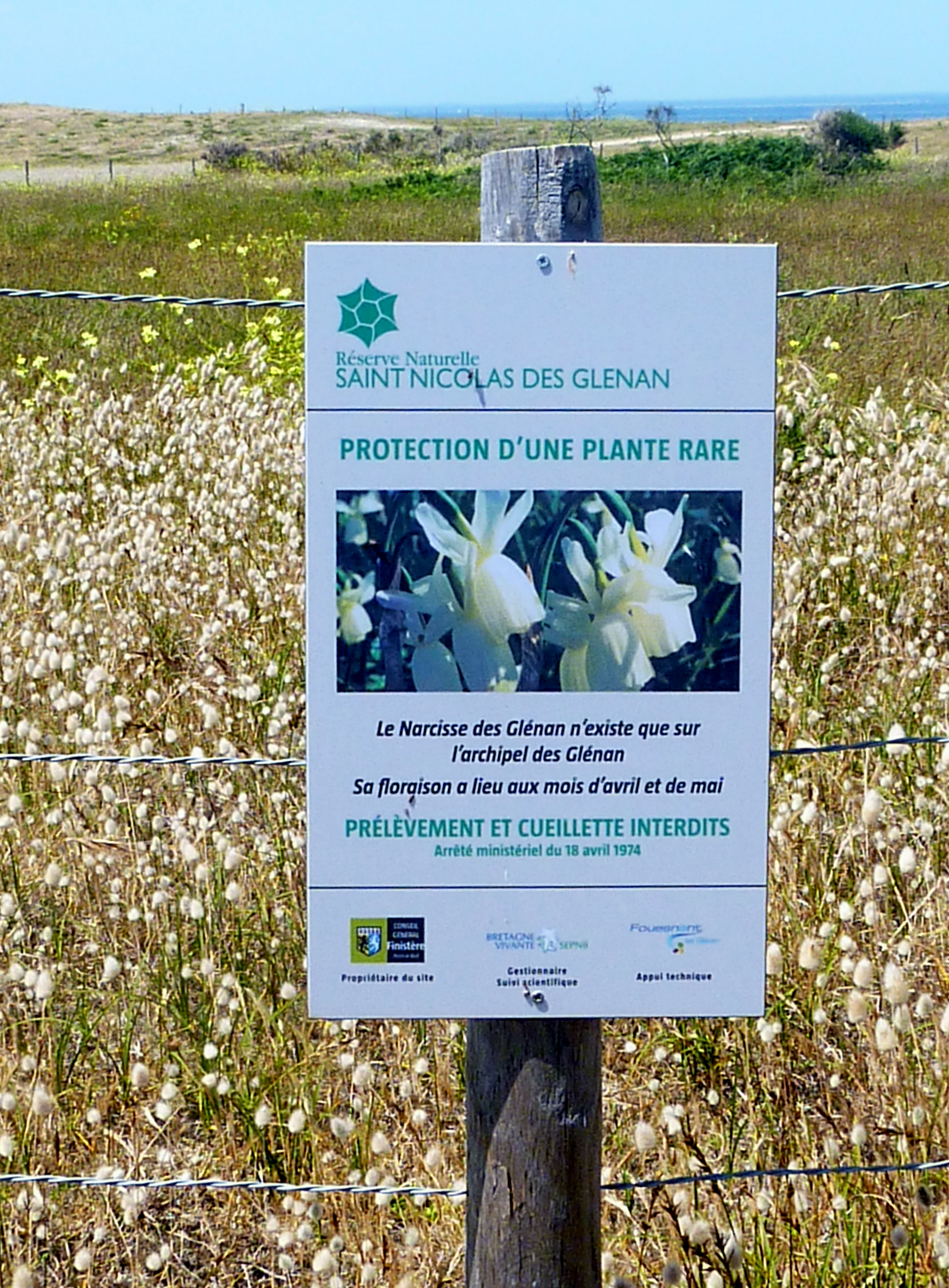
Mesure de protection en faveur du narcisse des Glénan sur l'île Saint-Nicolas.
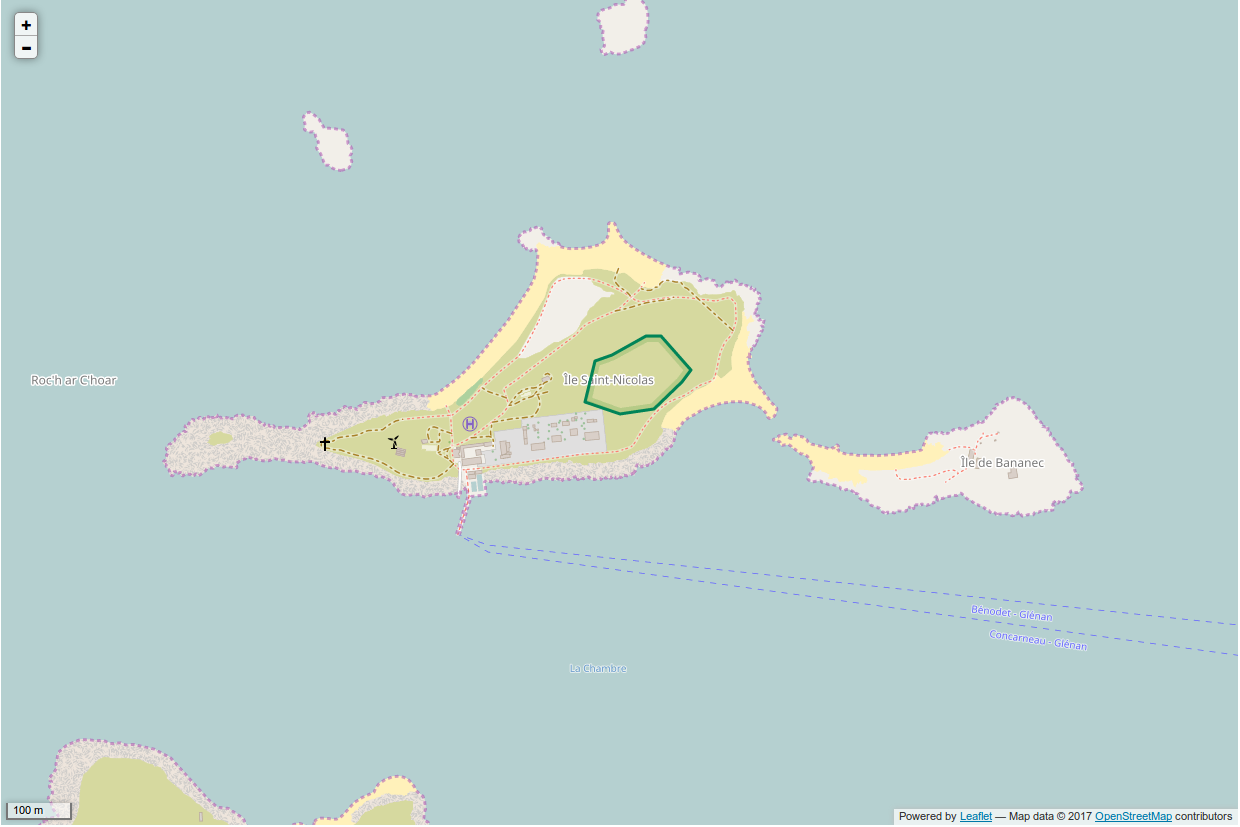
Le périmètre de la réserve naturelle nationale sur l'île Saint-Nicolas.
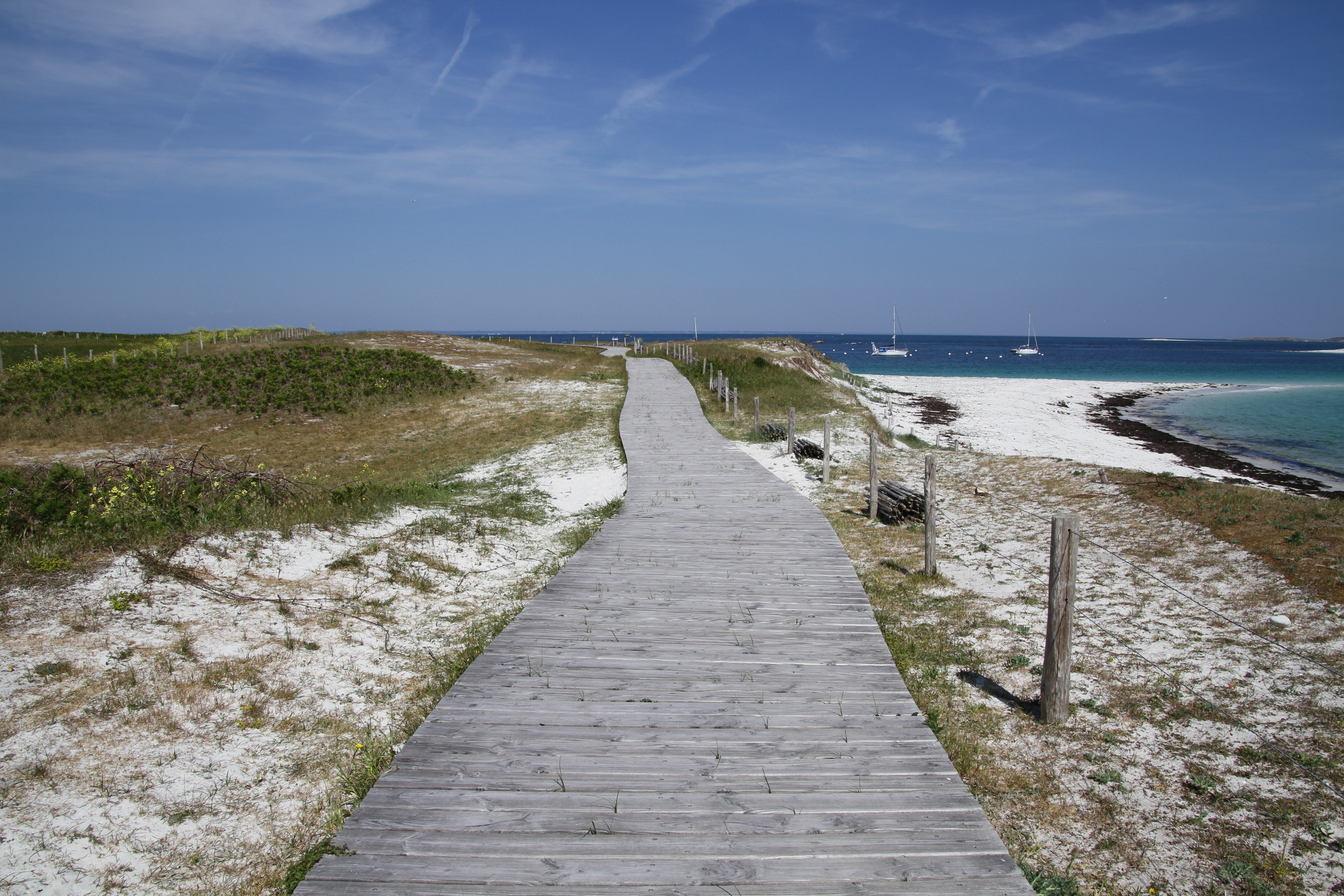
Platelage dans l'île Saint-Nicolas.
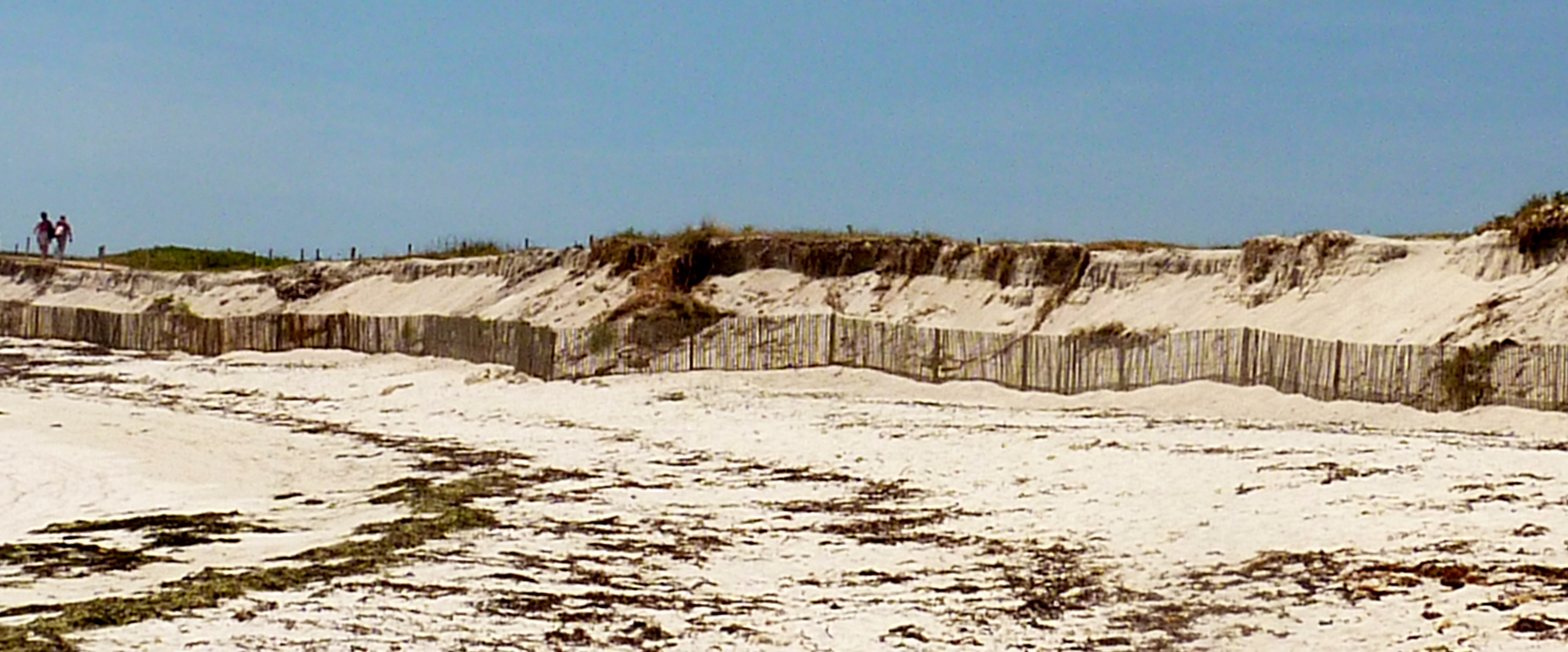
Ganivelles mises en place pour tenter de protéger la dune de la côte nord de l'île Saint-Nicolas de l'érosion marine.
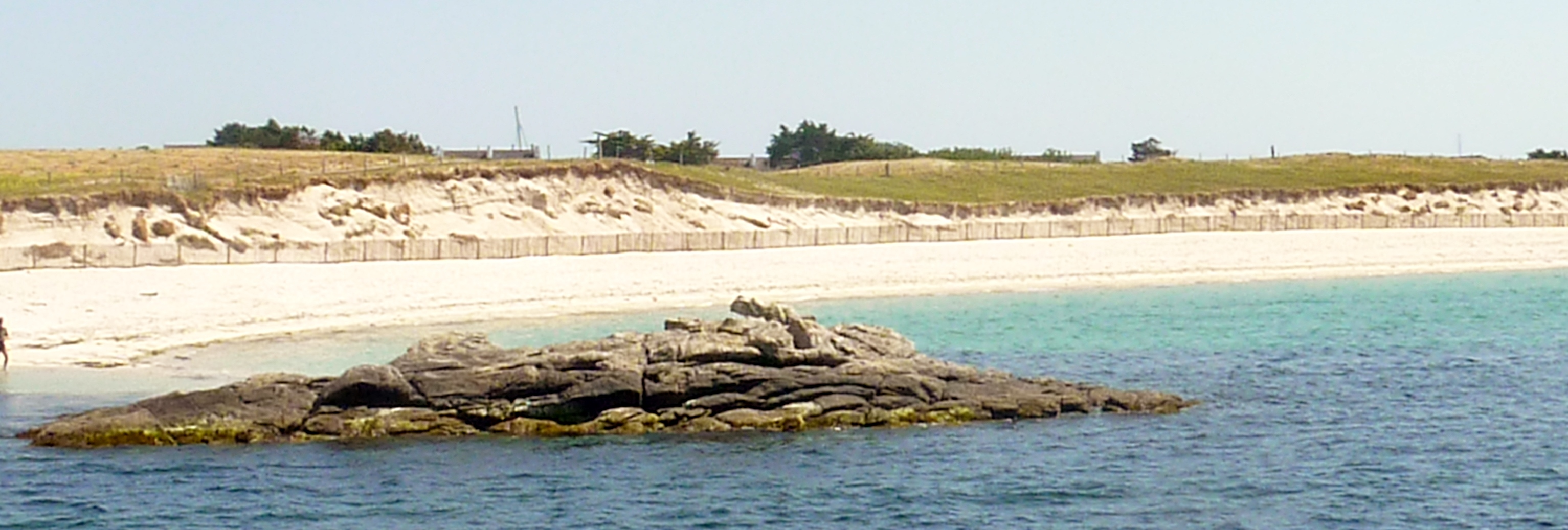
Les dunes de la côte nord de l'île Saint-Nicolas protégées par des ganivelles vues de la mer.
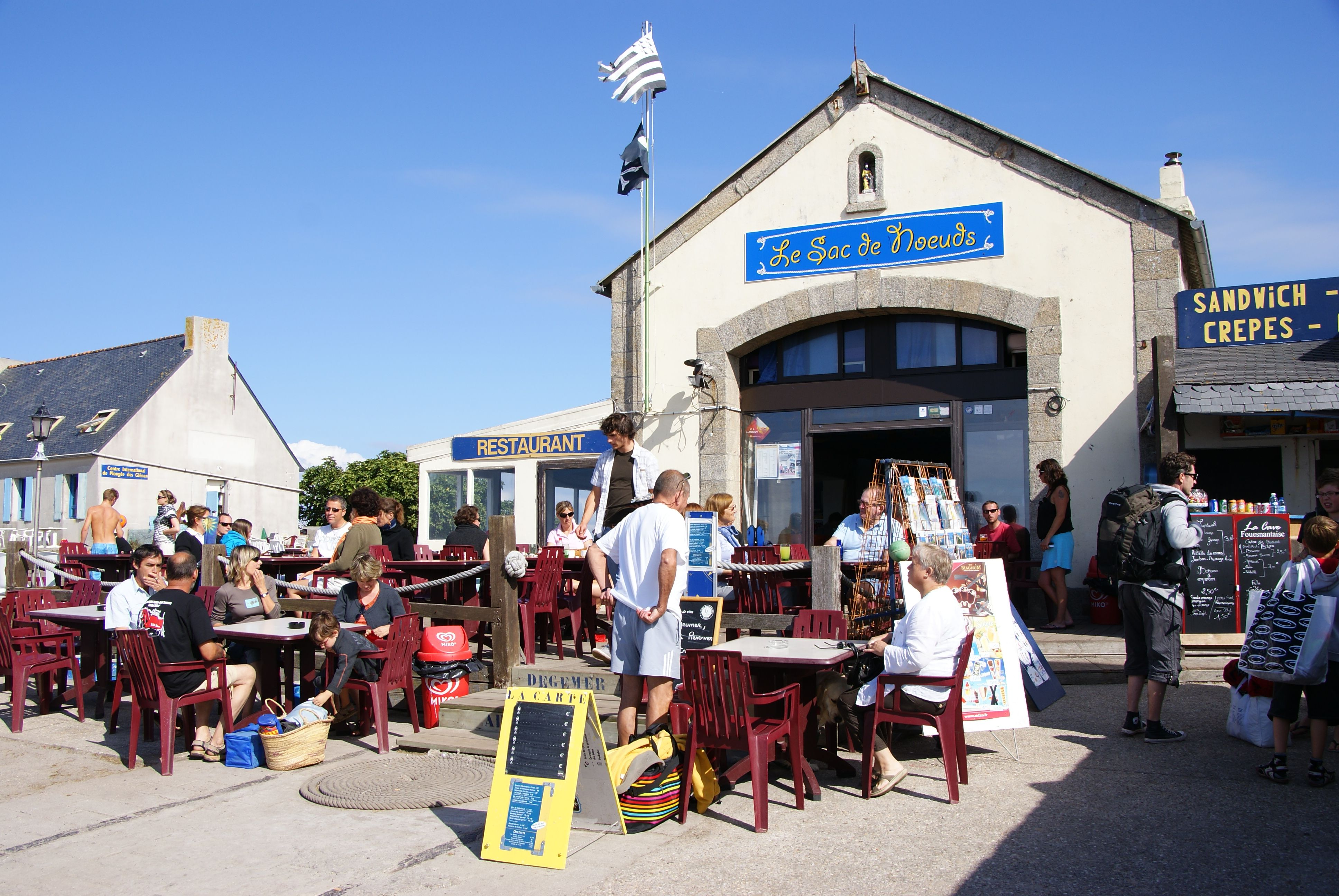
Les commerces du port de l'île Saint-Nicolas.

## Pour approfondir